# Stazione di Sulzano
La stazione di Sulzano è una fermata ferroviaria della linea Brescia-Iseo-Edolo, a servizio dell'omonimo centro abitato. In virtù della prossimità della darsena e della possibilità di collegamenti turistici lacuali verso la frazione di Peschiera Maraglio di Monte Isola, la denominazione della stazione è indicata dalla cartellonistica locale con la denominazione di Sulzano-Monte Isola.

## Storia
La stazione di Sulzano entrò in servizio l'8 luglio 1907, all'apertura al pubblico del tronco ferroviario da Iseo a Pisogne.
Per i primi giorni fu servita dalla relazione Iseo-Pisogne, gestita dalla Società Nazionale Ferrovie e Tramvie (SNFT) che aveva costruito la linea ferroviaria. Dal 13 agosto 1907 fu servita dalla relazione Brescia-Pisogne gestita dalle Ferrovie dello Stato (FS) per conto della SNFT fino al 1º novembre dello stesso anno, quando la società romana iniziò l'esercizio diretto del servizio ferroviario. Il capolinea settentrionale della linea fu poi esteso a Breno alla fine dell'anno e, infine, a Edolo, nel 1909.

## Strutture e impianti
La fermata dispone di un fabbricato viaggiatori costruito nello stesso stile delle fermate della SNFT, nella variante con corpo di fabbrica aggiuntivo e terrazza. È presente una sala d'attesa.
Il piazzale è dotato di un solo binario passante, servito da una banchina lunga 109 m.

## Movimento
La stazione è servita dai treni RegioExpress (RE) Brescia-Edolo e treni regionali (R) Brescia-Breno/Edolo, eserciti da Trenord nell'ambito del contratto di servizio stipulato con la Regione Lombardia.

## Servizi
- Sala d'attesa
- Biglietteria automatica

## Interscambi
- Fermata autobus